# Alby-sur-Chéran
Pour les articles homonymes, voir Alby et Chéran (homonymie).
Alby-sur-Chéran, anciennement Alby, est une commune française située dans le département de la Haute-Savoie, en région Auvergne-Rhône-Alpes.
La commune était le chef-lieu de la communauté de communes du Pays d'Alby, remplacée par le Grand Annecy le 1er janvier 2017, elle est située dans l'Albanais, sur les rives du Chéran, dans le canton de Rumilly, au nord-ouest du Parc Naturel Régional du massif des Bauges dont elle fait partie depuis fin 2017.

## Géographie

### Localisation
La commune est limitée à l'ouest par celle de Saint-Félix, au nord-ouest par celle de Marigny-Saint-Marcel, depuis le ruisseau de Pattu jusqu'au Chéran ; au nord par celle de Saint-Sylvestre ; au nord-est par celle de Chapeiry ; à l'est par celle de Viuz-la-Chiésaz et celle de Mûres ; au sud, par celle d'Héry-sur-Alby.

### Communes limitrophes
Les communes limitrophes sont  Chapeiry, Héry-sur-Alby, Marigny-Saint-Marcel, Mûres, Saint-Félix, Saint-Sylvestre et Viuz-la-Chiésaz.

### Géologie et relief
La superficie de la commune est de 656 hectares ; son altitude varie de 360  à   606 mètres.
L'altitude est de 399 m au Pont-Neuf, 450 m à l'intersection des routes d'Aix-les-Bains (D 1201) et de Saint-Sylvestre (D 31) et 465 m à l'intersection des routes d'Albens et de Rumilly.

### Hydrographie
Le Chéran partage le territoire d'Alby en deux parties égales.
Il reçoit comme affluents de la rive droite : le ruisseau des Moulins de la Capetta, le ruisseau de la Salette, le Pellève.
Sur la rive gauche, il reçoit : le ruisseau du Pessey, le Marantin, la Touvière, le Morlon.

### Transport
- Lignes de bus interurbaines Lihsa 31 : Annecy / Rumilly ; 41 : Annecy / Le Châtelard ; 42 : Annecy / Cusy ou Chainaz-les-Frasses et 171 : Entrelacs / Annecy administrées par le Conseil départemental (ex conseil général) de Haute-Savoie, puis, à compter du 1er septembre 2017 par la région Auvergne-Rhône-Alpes. Depuis le 1er septembre 2018, les lignes interurbaines d'Alby-sur-Chéran sont gérées par le Grand Annecy, et rejoignent ainsi le réseau Sibra[3]. La ligne 171 devient alors la ligne 40. Les arrêts de bus de la commune qui sont desservis par ces lignes interurbaine sont : Crêt Vial, La Combe, Chède, P+R Alby et Croix Rouge, contre un seul pour la commune limitrophe de Saint-Félix.
- Parking de covoiturage (construit en 2014 et inauguré le 23 avril 2014, avec un arrêt de bus "P+R Alby")[4].
- Sortie d'autoroute no 15 "Rumilly" sur l'A41.

## Urbanisme

### Typologie
Au 1er janvier 2024, Alby-sur-Chéran est catégorisée bourg rural, selon la nouvelle grille communale de densité à sept niveaux définie par l'Insee en 2022.
Elle appartient à l'unité urbaine de Saint-Félix, une agglomération intra-départementale regroupant deux  communes, dont elle est ville-centre,,. Par ailleurs la commune fait partie de l'aire d'attraction d'Annecy, dont elle est une commune de la couronne,. Cette aire, qui regroupe 79 communes, est catégorisée dans les aires de 200 000 à moins de 700 000 habitants,.

### Occupation des sols
L'occupation des sols de la commune, telle qu'elle ressort de la base de données européenne d’occupation biophysique des sols Corine Land Cover (CLC), est marquée par l'importance des territoires agricoles (56 % en 2018), en diminution par rapport à 1990 (63,8 %). La répartition détaillée en 2018 est la suivante :
zones agricoles hétérogènes (48,8 %), zones industrielles ou commerciales et réseaux de communication (15,8 %), forêts (14,5 %), zones urbanisées (13,7 %), prairies (4,3 %), terres arables (2,9 %).
L'IGN met par ailleurs à disposition un outil en ligne permettant de comparer l’évolution dans le temps de l’occupation des sols de la commune (ou de territoires à des échelles différentes). Plusieurs époques sont accessibles sous forme de cartes ou photos aériennes : la carte de Cassini (XVIIIe siècle), la carte d'état-major (1820-1866) et la période actuelle (1950 à aujourd'hui).

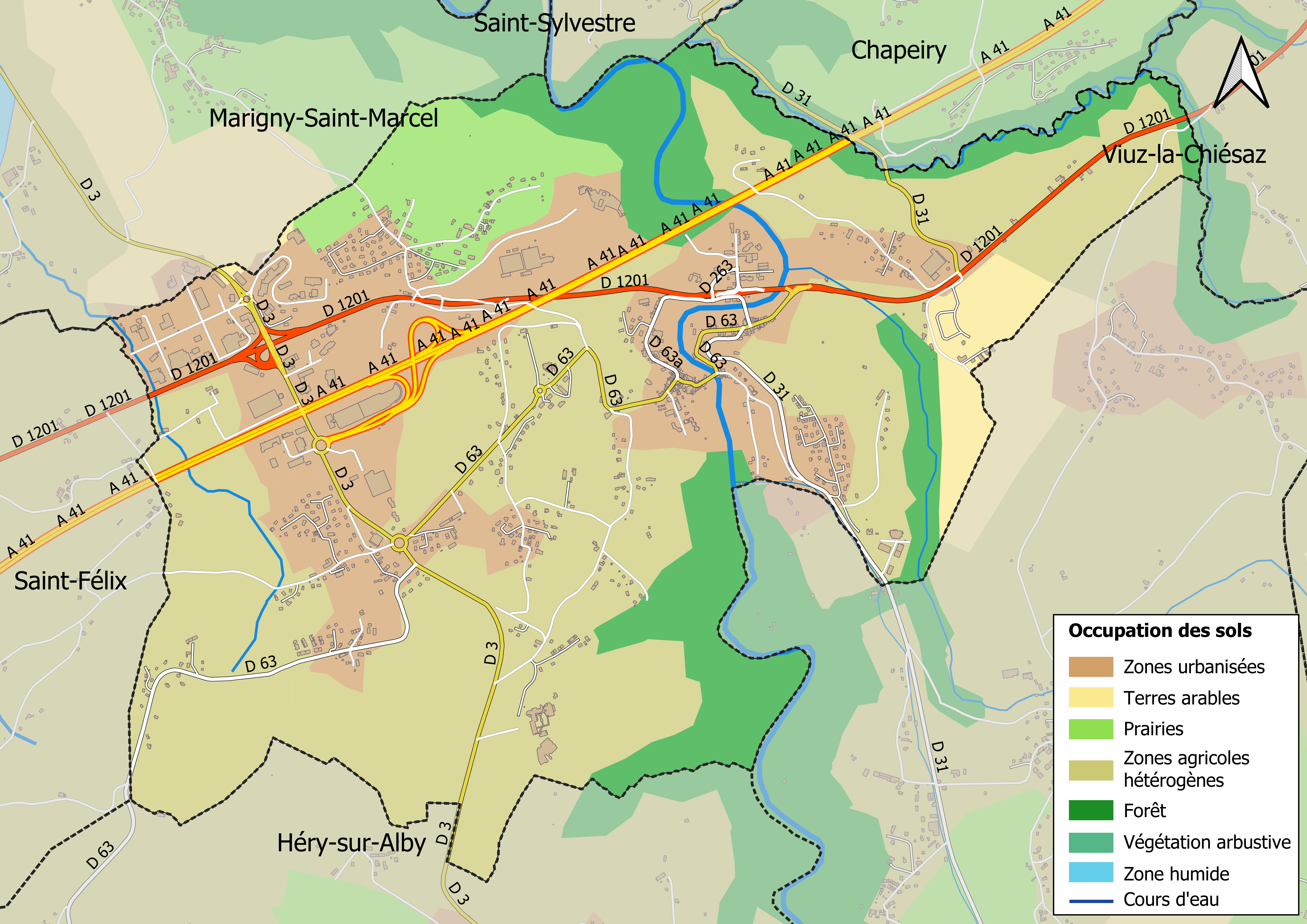
Carte des infrastructures et de l'occupation des sols en 2018 (CLC) de la commune.
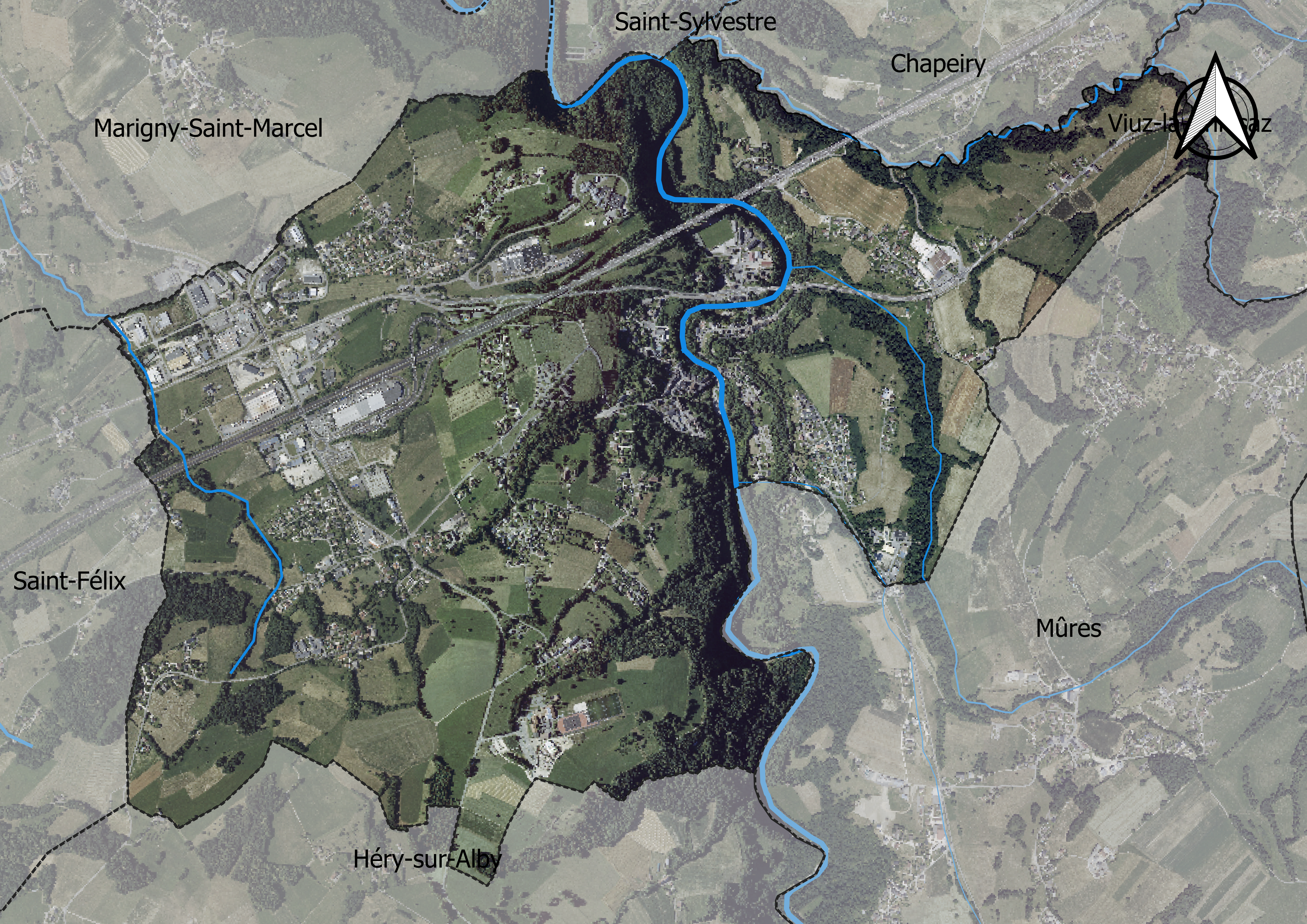
Carte orthophotogrammétrique de la commune.

## Toponymie
Le toponyme Alby-sur-Chéran est composé d'Alby, dérivé du nom d'un domaine gallo-romain, Albiacum, avec le suffixe -acum, et du nom de la rivière qui passe à proximité, le Chéran, affluent du Fier. Chéran possède une racine pré-celtique d'origine hydronymique *kar, pouvant signifier « gros gravier dans le lit des rivières », selon Ernest Nègre, associé au suffixe -an,. La commune d'Alby devient par décret du 27 décembre 1860 (J.O. du 4 mars 1861) Alby-sur-Chéran. Le nouveau nom a été mis adopté afin d'éviter toute confusion avec la ville d'Albi dans le Tarn.
Une autre version donne pour origine du nom l'ethnonyme Albios ou sous sa forme latine Albii, tribu celte qui peuplait la région et s'est transmise à la petite région naturelle de l'Albanais, mais aussi Albens (ancienne commune) et l'Albenche (rivière),.
La première mention d'Alby remonte à un document de 1275, Albiacum,. La forme évolue pour donner en 1344, Albiez,. On trouve au cours des siècles suivants les différentes formes Arbiacum, Albie, Arbiez dans le Régeste Genevois, puis Alby jusqu'à l'adoption en 1961 du toponyme officiel,.
En francoprovençal, la commune s'écrit Arbi selon la graphie de Conflans, la même a été choisie par l'ORB.

## Histoire
Le site fut peuplé très tôt comme le laisse supposer les substructions romaines qui furent exhumées au hameau de Masigny (Masiniacus).

### Moyen Âge
Dès le haut Moyen Âge le site fut fortifié. Les Burgondes, sur les deux collines entre lesquelles coule le Chéran, y établirent des fortifications. Elles sont à l’origine des deux plus anciens châteaux ; Donjon et Châteauvieux. Ils commandaient alors le passage à gué sur la rivière sur la route reliant Annecy à Chambéry. À la fin du XIXe siècle, un cimetière burgonde fut découvert au hameau des Grange.
La cité aurait été le chef-lieu primitif de l'Albanais, « pagus albanensis », l'un des sept districts (pagi) de la Savoie sous Charlemagne. L'Albanais comprenait tout le bassin qui tourne autour du massif des Bauges, depuis Grésy-sur-Aix, Albens, par Alby, Rumilly, Annecy, la vallée de Faverges jusqu'à l'Arly au-dessus d'Ugine. L'origine d'Alby reste très ancienne puisque son nom apparaît sur l'un des plus vieux documents concernant la Savoie en 867, une charte du roi Lothaire II de Lotharingie où il fait une donation à sa femme Thieteberge,.
Située près d'un passage à gué sur le Chéran, le bourg d'Alby occupait un point stratégique de la voie de communication entre les villes d'Annecy et de Chambéry. C'est pourquoi, au Moyen Âge, la ville comptait pas moins de sept châteaux pour assurer la défense de ce point stratégique. Il s'agit des châteaux : de Châteauvieux appartenant aux comtes de Genève, Le Donjon, de Montconon/Monquenoit, de Montdésir appartenant aux Sires d'Alby, de Montpon, de Montvuagnard et de Pierre-Charve.
Anciennement, le mandement d'Alby ne comprenait que deux seigneuries : celle de Gruffy et celle de Songy.
Le 14 avril 1297, par lettres patentes datées d'Annecy, le comte Amédée II de Genève accorde au bourg d'Alby une charte de franchises, avec marché hebdomadaire et une foire annuelle à la Saint-Martin qui se tient depuis tous les 11 novembre,. les franchises furent confirmées à 15 reprises, entre 1391 et 1647.
À cette époque, la cité était divisée en deux paroisses : la paroisse de Saint-Maurice, située sur la rive gauche du Chéran et la paroisse Saint-Donat, située sur la rive droite, dont l'église a été détruite en 1934 par un glissement de terrain et un incendie. Les deux paroisses furent réunies définitivement en 1683, mais les deux communautés ne seront réunies qu'en 1788.
En 1442, Claude de la Rochette, est vidomne d'Alby et Pierre Richard en est vice-châtelain.

### Époque moderne
Le 17 mars 1681, le fief du mandement d'Alby appartenant au duc de Savoie, est vendu aux enchères moyennant la somme de 9 044 ducats d'or, puis le 25 avril 1681 inféodé et érigé en marquisat, en faveur du comte Victor-Amé de Maillard de Tournon, alors maréchal de camp du duc.

### Époque contemporaine
Commencée en 1823, la construction du nouveau Pont-Neuf est achevée en 1828. Lors du passage du roi Charles-Félix de Savoie en 1826 un tablier provisoire en bois est construit. Le nouveau quartier du Pont-Neuf se développe rapidement.
En 1873 est créé l'orchestre d'harmonie "Les Échos du Chéran", appelé originellement la fanfare et qui a fêté son 150ème anniversaire
La cité médiévale était célèbre pour ses maîtres-cordonniers depuis le XIVe siècle. En 1880, elle comptait environ trois-cents cordonniers et était une capitale locale pour la chaussure. Lors de la guerre de 1870-1871 qui opposa la France à la Prusse, les cordonniers fabriquèrent de novembre 1870 à mars 1871 plus de 6 200 paires de bottes et de chaussures pour les gardes nationaux recrutés par la IIIe République après la défaite des armées impériales. La cité comptait également une tannerie, des tisserands, une carderie et une filature mécanique mue par la force hydraulique fournie par le Chéran. Tous les 25 octobre, jour de la Saint-Crépin, leur saint patron, il y avait fête au chef-lieu. Aujourd'hui le musée de la Cordonnerie recueille les outils des cordonniers et tout ce qui concerne le travail du cuir.
En 1912, création d'une première fonderie sur le site du Pont-Neuf, lors de la Première Guerre mondiale, elle participera à l'effort de guerre en usinant et assemblant des obus. Une nouvelle fonderie est créée en 1923 sur le site de La Combe. En 1933, elle est reprise par des industriels d'Albertville et se spécialise dans le coulage de la fonte, à partir de fonte et d'acier de récupération, dans des moules fabriqués sur place, pour de grosses pièces de plusieurs tonnes comme des bâtis de presse. Après 1965, le tonnage journalier de production de fonte passe de 20  à   40 tonnes. Parmi les clients : les vannes Bayard, les presses à emboutir Billaud, les cintreuses Mingori et les machines-outils Gambin. La fonte produite est de grande qualité avec des fontes à graphites sphéroïdales.
Le 17 août 1944, la Résistance, voulant couper la route de la retraite aux troupes allemandes, fait sauter le Pont-Neuf. La puissance de l'explosion projette des blocs de pierres jusqu'à 800 mètres.
En 1964 est créé, par des bénévoles de l'Amicale laïque, le premier terrain de football de la commune sur le secteur de La Combe sur un terrain appartenant au comte de Thiollaz.
En 1977, la fermeture de la fonderie des Alpes — à cause de la crise pétrolière — porte un rude coup à l'économie et à la démographie de la commune, en partie contrebalancée par l'ouverture quelques années plus tard de l'échangeur autoroutier qui a rendu la commune plus attractive à l'installation de nouvelles entreprises.

## Politique et administration
« Site officiel de la Mairie d'Alby-sur-Chéran »

### Situation administrative
La commune d'Alby absorbe celle de Saint-Donat en 1793, des suites de l'occupation du duché de Savoie à la France révolutionnaire.
Alby-sur-Chéran appartient au canton de Rumilly, qui compte selon le redécoupage cantonal de 2014 29 communes. Avant ce redécoupage, la commune appartenait au canton d'Alby-sur-Chéran, dont elle était le chef-lieu.
La commune appartient depuis le 1er janvier 2017 au Grand Annecy, qui remplace la communauté de communes du pays d'Alby-sur-Chéran, créée en 1993 et qui fait suite à différents syndicats communaux (syndicat intercommunal pour le développement économique du canton d'Alby, syndicat intercommunal pour l'équipement scolaire du canton d'Alby, syndicat intercommunal pour le ramassage des élèves du canton d'Alby). On retrouve ainsi les onze communes de l'ancien canton d'Alby-sur-Chéran.
Alby-sur-Chéran relève de l'arrondissement d'Annecy et de la deuxième circonscription de la Haute-Savoie.

### Liste des maires
Depuis 1983, quatre maires se sont succédé :
| Période      | Période                      | Identité           | Étiquette       | Qualité |
| ------------ | ---------------------------- | ------------------ | --------------- | --- |
| ?            | ?                            | Joseph Blanchet    | Rad.            | Notaire Conseiller général d'Alby-sur-Chéran (1934 → 1940) Nommé conseiller départemental en 1942                                                                      |
| ?            | ?                            | Léon Gourry        | DVD             | Conseiller général d'Alby-sur-Chéran (1949 → 1964) |
| mars 1983    | 1991 (décès)                 | Pierre Paillet     | DVD puis UDF-PR | Médecin Conseiller général d'Alby-sur-Chéran (1973 → 1991) |
| 1991         | mars 2001                    | Guy Sorlier        |                 | Maire honoraire |
| mars 2001    | janvier 2025                 | Jean-Claude Martin | DVG             | Enseignant Conseiller général d'Alby-sur-Chéran (2011 → 2015) Président de la CC du Pays d'Alby-sur-Chéran (2001 → 2016) Réélu pour le mandat 2020-2026 Démissionnaire |
| janvier 2025 | En cours (au 7 janvier 2025) | Jocelyne Boch      |                 | Retraitée Première adjointe au maire (2020 → 2025) Présidente du Syndicat intercommunal du Pays d'Alby (2020 → )                                                       |

## Population et société
Les habitants de la commune sont appelés les Albygeois en référence à l'ancien nom de la commune.

### Démographie
L'évolution du nombre d'habitants est connue à travers les recensements de la population effectués dans la commune depuis 1793. Pour les communes de moins de 10 000 habitants, une enquête de recensement portant sur toute la population est réalisée tous les cinq ans, les populations de référence des années intermédiaires étant quant à elles estimées par interpolation ou extrapolation. Pour la commune, le premier recensement exhaustif entrant dans le cadre du nouveau dispositif a été réalisé en 2004.

En 2022, la commune comptait 2 643 habitants, en évolution de +2,44 % par rapport à 2016 (Haute-Savoie : +6,01 %, France hors Mayotte : +2,11 %).
| 1793 | 1800 | 1806 | 1822 | 1838  | 1848  | 1858  | 1861  | 1866  |
| ---- | ---- | ---- | ---- | ----- | ----- | ----- | ----- | ----- |
| 812  | 811  | 861  | 870  | 1 092 | 1 131 | 1 143 | 1 126 | 1 201 |

| 1872  | 1876  | 1881  | 1886  | 1891  | 1896  | 1901  | 1906 | 1911 |
| ----- | ----- | ----- | ----- | ----- | ----- | ----- | ---- | ---- |
| 1 213 | 1 179 | 1 151 | 1 226 | 1 111 | 1 097 | 1 006 | 951  | 885  |

| 1921 | 1926 | 1931 | 1936 | 1946 | 1954 | 1962 | 1968 | 1975 |
| ---- | ---- | ---- | ---- | ---- | ---- | ---- | ---- | ---- |
| 884  | 916  | 805  | 786  | 692  | 777  | 810  | 782  | 799  |

| 1982  | 1990  | 1999  | 2004  | 2006  | 2009  | 2014  | 2019  | 2022  |
| ----- | ----- | ----- | ----- | ----- | ----- | ----- | ----- | ----- |
| 1 014 | 1 224 | 1 630 | 1 870 | 1 935 | 2 007 | 2 460 | 2 576 | 2 643 |

### Manifestations culturelles et festivités
- Un épisode de la série L'Instit (saison 2, 1993-1994, épisode 1, Tu m'avais promis)  a été tourné entièrement à Alby-sur-Chéran.
- La fête médiévale annuelle, chaque année en mai/juin, [41]. Il s'agit d'un marché médiéval avec plus d'une trentaine de marchands ou artisans et diverses animations sur deux jours. Dans le village une association se charge toute l'année de la confection de nombreux habillements de type médiéval.
- En mai, fête des Pompiers.
- En septembre, forum des associations.

### Enseignement
La commune d'Alby-sur-Chéran est située dans l'académie de Grenoble. Elle dispose d'une école maternelle (environ 120 enfants), d'une école élémentaire, Le Bourg, qui compte plus de 200 élèves, et d'un collège, René Long, regroupant les élèves des onze communes du pays d'Alby (environ 700 collégiens). À la suite de la construction d'un collège à Rumilly, les futurs collégiens de la commune de Saint-Félix voient changer leur collège de secteur au profit de ce nouvel établissement depuis la rentrée 2018, ce qui baisse

### Équipements

#### Publics
- Crèche intercommunale de 36 places et RAM (réseau assistantes maternelles)
- Maison des associations
- Salles polyvalentes (Chatenoud, Mairie)
- Maison de pays, autrefois siège de la communauté de communes du pays d'Alby
- Caserne des pompiers
- Gendarmerie
- Poste
- Salle des fêtes (Plaimpalais) sous l'église
- Musée de la cordonnerie
- Ciergerie Blanchet[45]
- Des jardins communaux, comprenant une quinzaine de parcelles, installés en contrebas du vieux village au bord du Chéran
- Écoles et collège
- Cabinet de notaires

#### Sportifs
- Gymnase, terrains de sport (football, basket-ball, hand-ball), piste d'athlétisme (250 m, 4 couloirs), saut en longueur, saut en hauteur, lancer des poids, et skate-park près du collège.
- Terrain de football et boulodrome dans le village.
- 2 courts de tennis

### Cultes
L'ancienne paroisse d'Alby-sur-Chéran était dédiée à saint Donat. La commune est désormais intégrée à la paroisse des Saints Philippe et Jacques du Semnoz, qui fait partie du doyenné de l'Albanais - les Usses, dont la maison se trouve à côté de l'église appartenant au diocèse d'Annecy.
Les paroissiens peuvent se rendre en l'église de Notre-Dame de Plaimpalais.

### Médias

#### Radios et télévisions
La commune est couverte par des antennes locales de radios dont France Bleu Pays de Savoie, ODS radio, Radio Semnoz… Enfin, la chaîne de télévision locale TV8 Mont-Blanc diffuse des émissions sur les pays de Savoie. Régulièrement l'émission La Place du village expose la vie locale. France 3 et sa station régionale France 3 Alpes, peuvent parfois relater les faits de vie de la commune.

#### Presse et magazines
La presse écrite locale est représentée par des titres comme Le Dauphiné libéré, L'Essor savoyard, Le Messager - édition Genevois, le Courrier savoyard.

## Économie

### Revenus de la population et fiscalité
En 2011, le revenu fiscal médian par ménage était de 36 749 €, ce qui plaçait Alby-sur-Chéran au 5 787e rang parmi les 31 886 communes de plus de 49 ménages en métropole.

### Entreprises et commerces
La commune est desservie par une entrée/sortie de l'autoroute A41 Annecy-Chambéry depuis les années 1970.
- Espace Leaders, regroupe quelque cinquante entreprises employant 1 300 salariés, dont :
  - Galderma, site de production pharmaceutique en dermatologie, emploie 400 personnes, produit 45 millions d'unités dans 800 références, sur un espace de 18 hectares et un total de 21 000 m2 de bâtiments. Le groupe comprend 5 autres sites de production dans le monde (Canada, Suède, Brésil, Allemagne et Suisse)[49].
  - Orem-Astre, depuis 1986, société d'études, de réalisation et de maintenances industrielles, 280 collaborateurs sur la région Rhône-Alpes, CA2007 16 M€
  - Plate-forme logistique fromagère et de frais CSD
- 4 autres zones d’activités artisanales et commerciales : ZI de Mondésir, de la Combe, des Sables, des Cortes.

Fin 2010, la commune avait 231 établissements actifs. Le nombre total des emplois de la commune dépasse les 2 000 soit l'équivalent du nombre d'habitants.
Secteurs d'activités : commerces, transports et services divers (55,8 %), industrie (13,9 %), administration publique, enseignement, santé et action sociale (13,9 %), construction et BTP (13,4 %), agriculture (3,0 %).

### Tourisme
En 2014, la capacité d'accueil de la commune, estimée par l'organisme Savoie Mont Blanc, est de 239 lits touristiques répartis dans 32 structures. Les hébergements se répartissent comme suit : 9 meublés et un hôtel.
En 2016, la commune obtient une première fleur au concours régional des villes et villages fleuris.

## Culture locale et patrimoine

### Lieux et monuments

#### Châteaux et fortifications

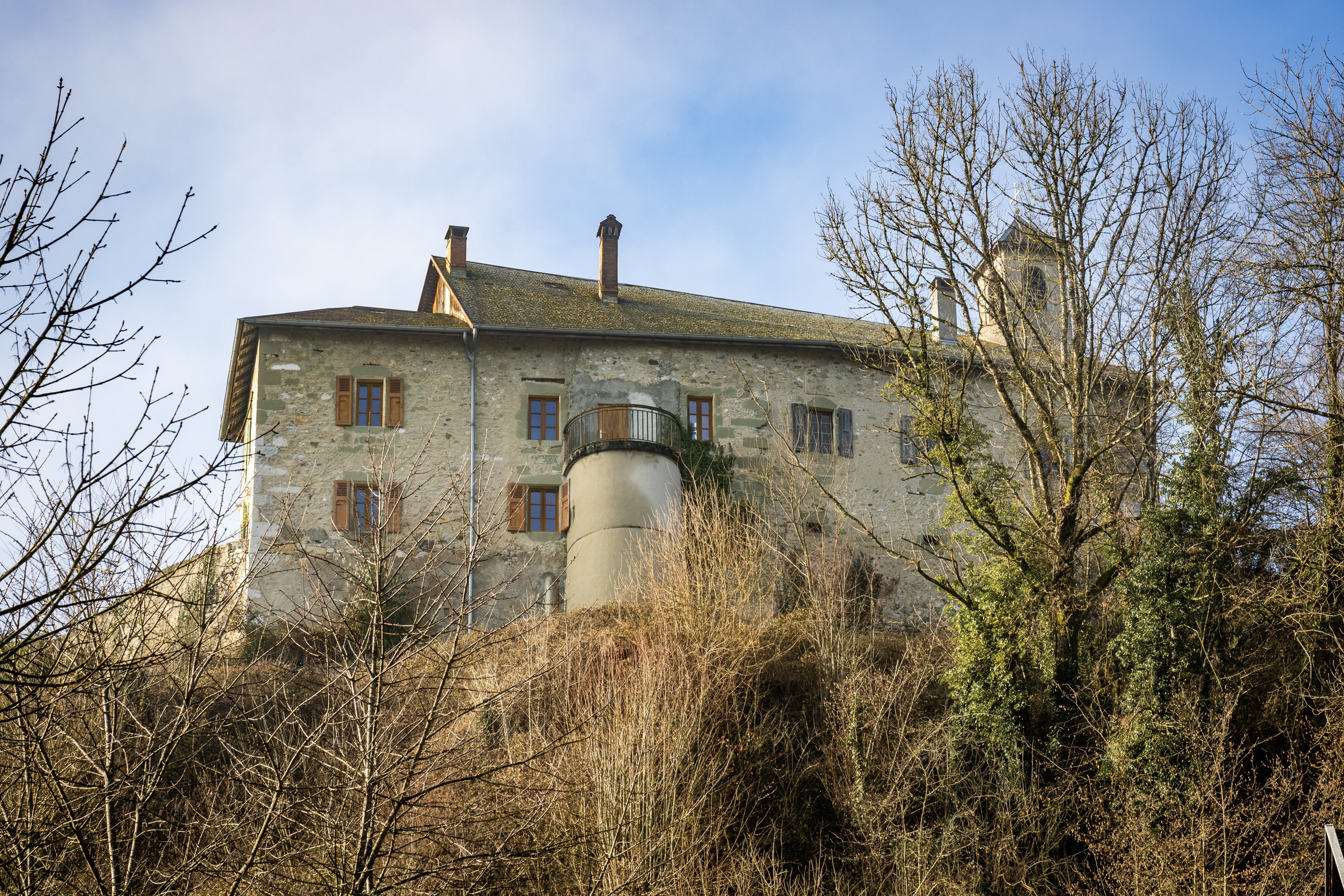
Château de Montpon

Sept châteaux et un donjon assuraient la défense d'Alby et constituaient un système défensif permettant de contrôler le passage du Chéran.
- le Châteauvieux, construit sur la rive droite du Chéran, face au Donjon. Il protégeait, avec le château de Pierrecharve, le passage de la rivière et la route d'Annecy à Chambéry. Ce château fut propriété des comtes de Genève jusqu'en 1550 avant de passer à la famille Pelard, originaire de Berne.
- le château de Montconon était situé à 2 km au sud d'Alby.
- le château de Montdésir, situé à 500 mètres au sud du Pont-Neuf, gardait l'ancienne route qui tendait de Rumilly à Alby en suivant le ravin de la Touvière.
- le château de Montpon fut d'abord la propriété de la famille de Richard. En 1580, la famille de La Faverge fut mise en possession du château. En 1801, le château passe aux enfants de Françoise de la Faverge, héritière de Montpon, épouse de Joseph-François de Thiollaz. Parmi ceux-ci, Claude-François de Thiollaz, qui fut évêque d'Annecy de 1822 à 1832. La famille de Thiollaz, dont le tombeau a été construit sur le site de l'ancienne église Saint-Donat, possédera le château jusqu'au cours du XXe siècle.
- le château de Montvuagnard, autrefois appelé Vuagnard, tire son nom de la localité « Monte Vuagnardarum » près du bourg d'Alby. Il appartenait à la famille de Montvuagnard puis devint la propriété des seigneurs de Montpon. En 1755, les pierres du château en ruines furent utilisées pour construire les écuries et communs de Montpon. En 1850, le comte de Thiollaz utilise les dernières pierres pour édifier une nouvelle aile du château de Montpon.
- le château de Pierrecharve, situé sur un rocher de 40 m de haut à 1 km à l'est d'Alby (aujourd'hui sur la commune de Mûres). Il protégeait depuis la rive nord un passage étroit du Chéran, franchi par un pont de bois, démonté à chaque danger d'invasion.
- le Donjon faisait partie des fortifications de la ville. Il fut démoli avant 1200. Seule la chapelle, dont les murs ont une épaisseur de 2 mètres, a été conservée pour faire le chœur de l'actuelle chapelle Saint-Maurice.

#### Monuments civils et publics

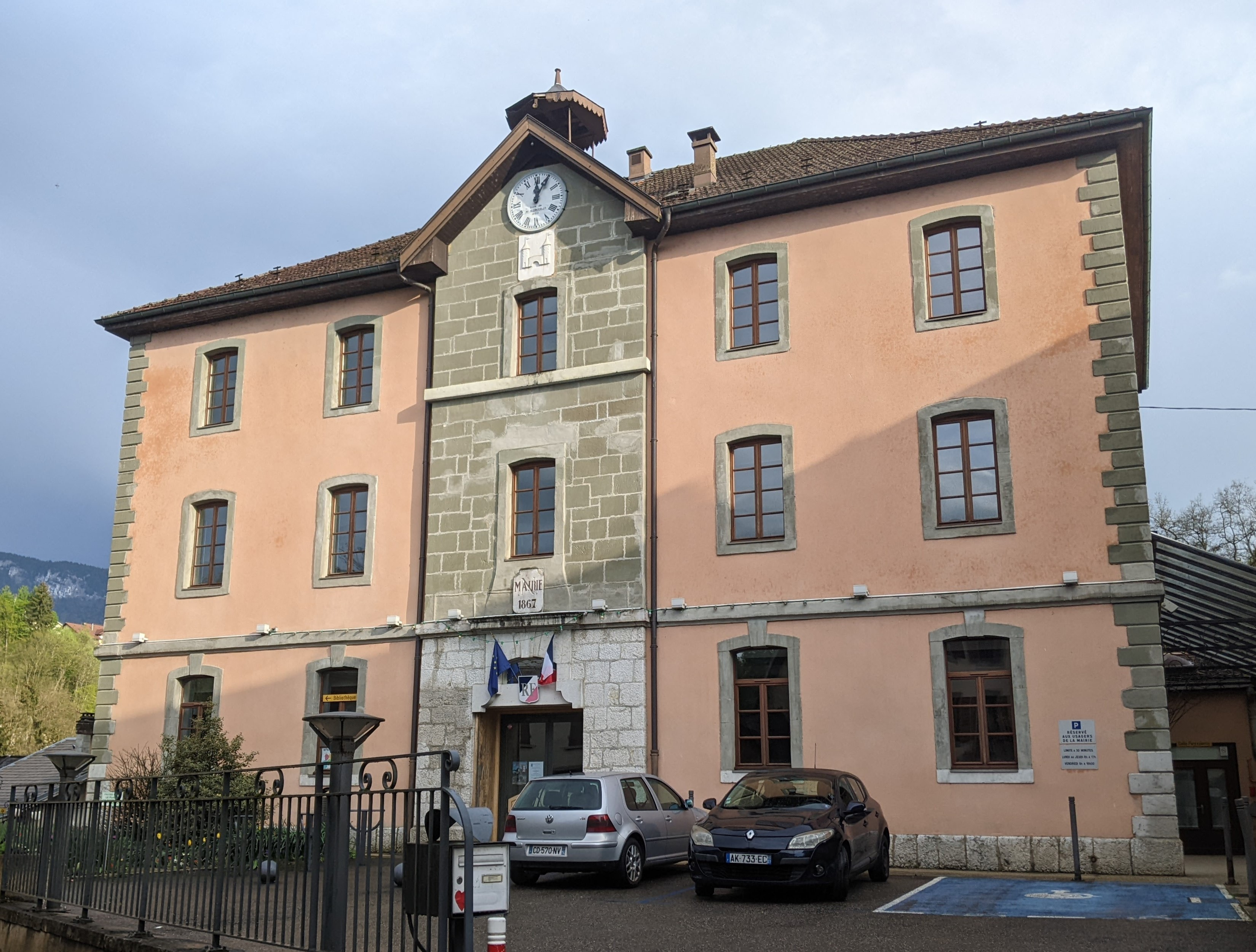
Mairie

- La mairie a été construite en 1862.
- Le musée de la Cordonnerie, recueille tous les outils des cordonniers et tous autres objets en rapport avec le travail du cuir. Parmi sa collection : machines à coudre, à polir, à cylindrer, à assouplir, à parer, etc. Mais aussi des pieds du cordonnier, pierres à battre, alènes, viellus, astics, bigueurnas, besaigües et manicles.
- La ciergerie Blanchet fût une des trois du départements. Elle fonctionna de 1860 à 1985 (visite gratuite sur rendez-vous)[51].
- Place du Trophée : place médiévale, site inscrit depuis 1943, célèbre pour ses arcades. Les plus anciennes datent du XVe siècle, le vieux bourg a été souvent victime d'incendies.
- Le Pont-Vieux, initialement il fut construit avec 3 arches et reconstruit en 1720 avec une seule arche. Il fut détruit en 1944 par les troupes allemandes et reconstruit à l'identique.
- Le Pont-Neuf, initialement construit en 1828, sur la nouvelle route Royale entre Annecy et Chambéry. Le 29 août 1860, il est utilisé pour le passage de l'empereur Napoléon III et de sa suite. Il fut dynamité en 1944 par la résistance et remplacé par une simple passerelle en bois car un nouveau pont fut construit plus en aval pour desservir la route nationale. En 1954, il sera brûlé pour être remplacé par une passerelle métallique. En 1991 est construit un nouveau pont en acier et béton.
- Tombeau des comtes de Thiollaz, à l'emplacement de l'ancienne église Saint-Donat.

#### Monuments industriels
- Le barrage sur le Chéran a été construit initialement en bois en 1888 pour fournir de l'électricité à la scierie de la Maladière. Alby fut une des premières communes de France à bénéficier de l'électricité. En 1906, le barrage fut relevé — ses ruines ont été restaurées récemment. Dans les années 1930, des béliers hydrauliques sont installés sur les rives du Chéran pour remonter l'eau dans les bassins situés plus haut que le lit de la rivière.
- Le viaduc autoroutier du Chéran, surplombe la cité à l'ouest.

#### Monuments religieux

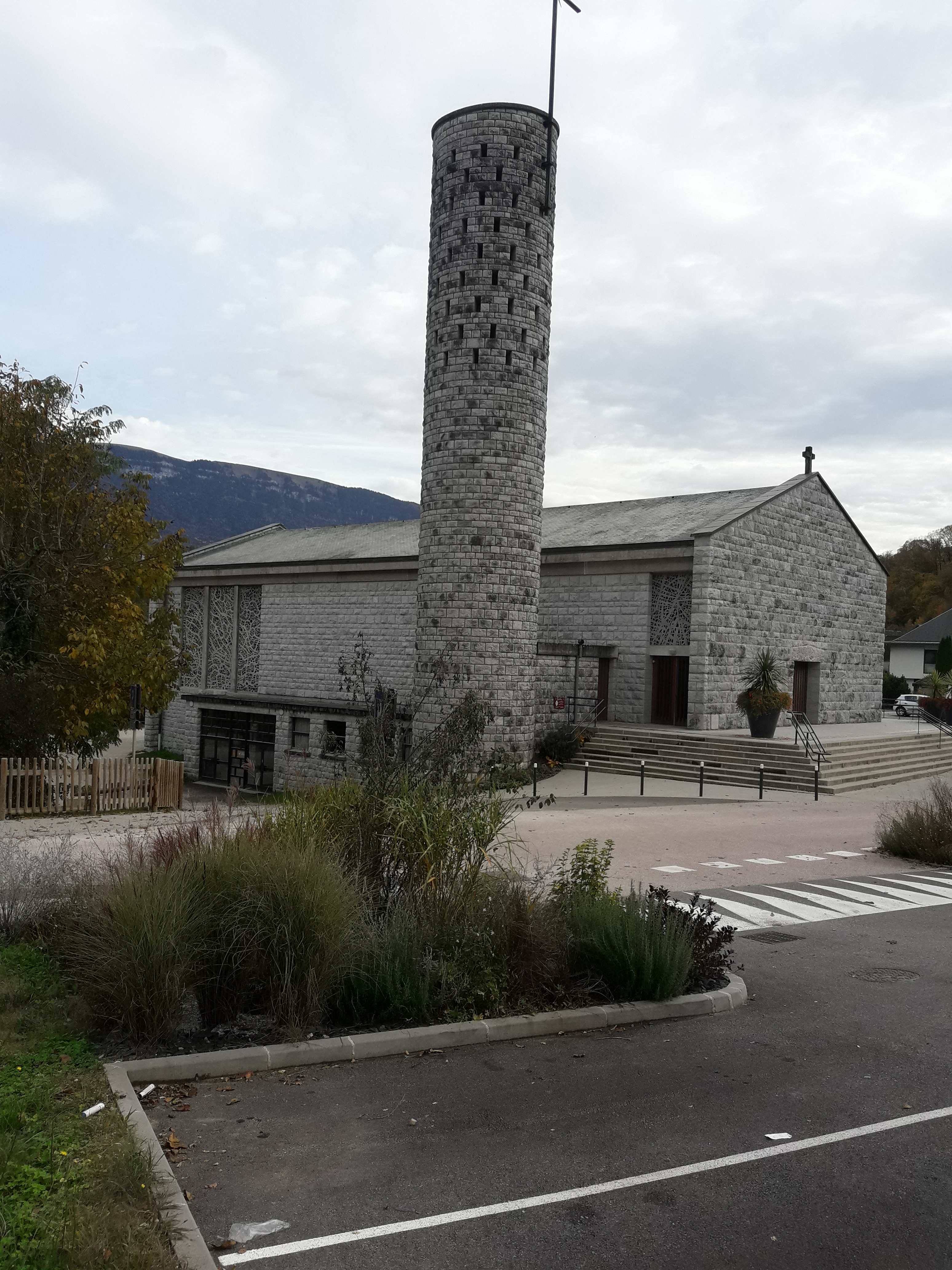
Église de Plaimpalais.

- Église contemporaine « Notre-Dame de Plaimpalais » construite par l'architecte Maurice Novarina, vitraux classés de Manessier. Elle a été construite pour remplacer l'ancienne église Saint-Donat détruite en 1934 par un glissement de terrain et un incendie.
- Chapelle Saint-Maurice du XIIIe siècle, ancienne chapelle du château-fort protégeant le bourg d'Alby ; un sentier pédestre bucolique y conduit.

#### Lieux naturels
- Gorges du Chéran.

### Personnalités liées à la commune
- Claude-François de Thiollaz (1752-1832), évêque d'Annecy.
- François Coutin (1881-1977), curé archiprêtre d'Alby-sur-Chéran et de Notre-Dame-de-Liesse à Annecy, historien, président de l'académie salésienne (1940-1967), vice-président de l'académie Florimontane.
- Maurice Novarina (1907-2002), architecte, constructeur de l'église moderne.
- Robert Barrier (Bellegarde-sur-Valserine, 1907 – Aix-les-Bains, 1955), enfance à Alby-sur-Chéran, pharmacien (1935), résistant (Armée secrète), homme politique savoyard, vice-président national de l'UDSR (1945), maire de Yenne (1944-1947), conseiller général de Savoie (1945-1955) et président (1951), député de Savoie (1951-1955), maire d'Aix-les Bains (1953).
- William Garcin, violoniste.

### Héraldique
| Armes d'Alby-sur-Chéran | Les armes d' Alby sur Chéran se blasonnent ainsi : - D'azur à un pont de trois arches d'argent flanqué de deux tours carrées du même. |

Au XVIIe siècle, les armes du mandement d'Alby se blasonnaient ainsi : deux tours d’argent attachées à un pont en champ d'azur.

### Évènements

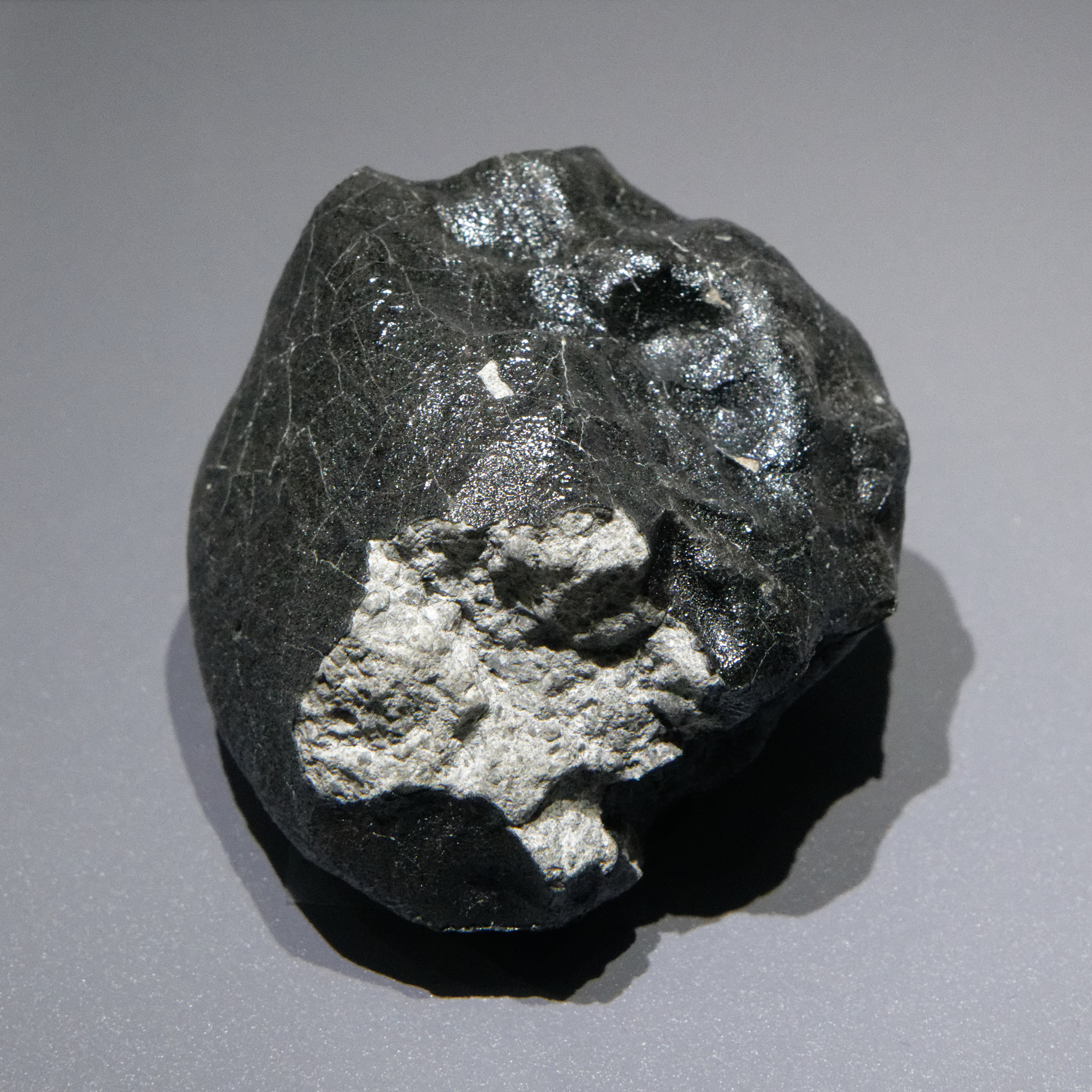
Météorite d'Alby-sur-Chéran, fragment conservé à la Galerie de Minéralogie et de Géologie du MNHN.

- En 2002, une météorite de type eucrite s'est écrasée à proximité de la commune.
- Le 28 septembre 2009, le suicide depuis le viaduc de l'autoroute A41 surplombant le vieux bourg, d'un employé de la plate-forme d'appels téléphoniques de France Telecom à Annecy-le-Vieux, le 24e, relance au niveau national, l'affaire du mal-être dans l'entreprise[54].
- Le 28 janvier 2012, plusieurs tonnes de molasses et d'arbres se sont détachées de la falaise, bloquant la route de Mûres pendant plusieurs jours.

## Voir aussi

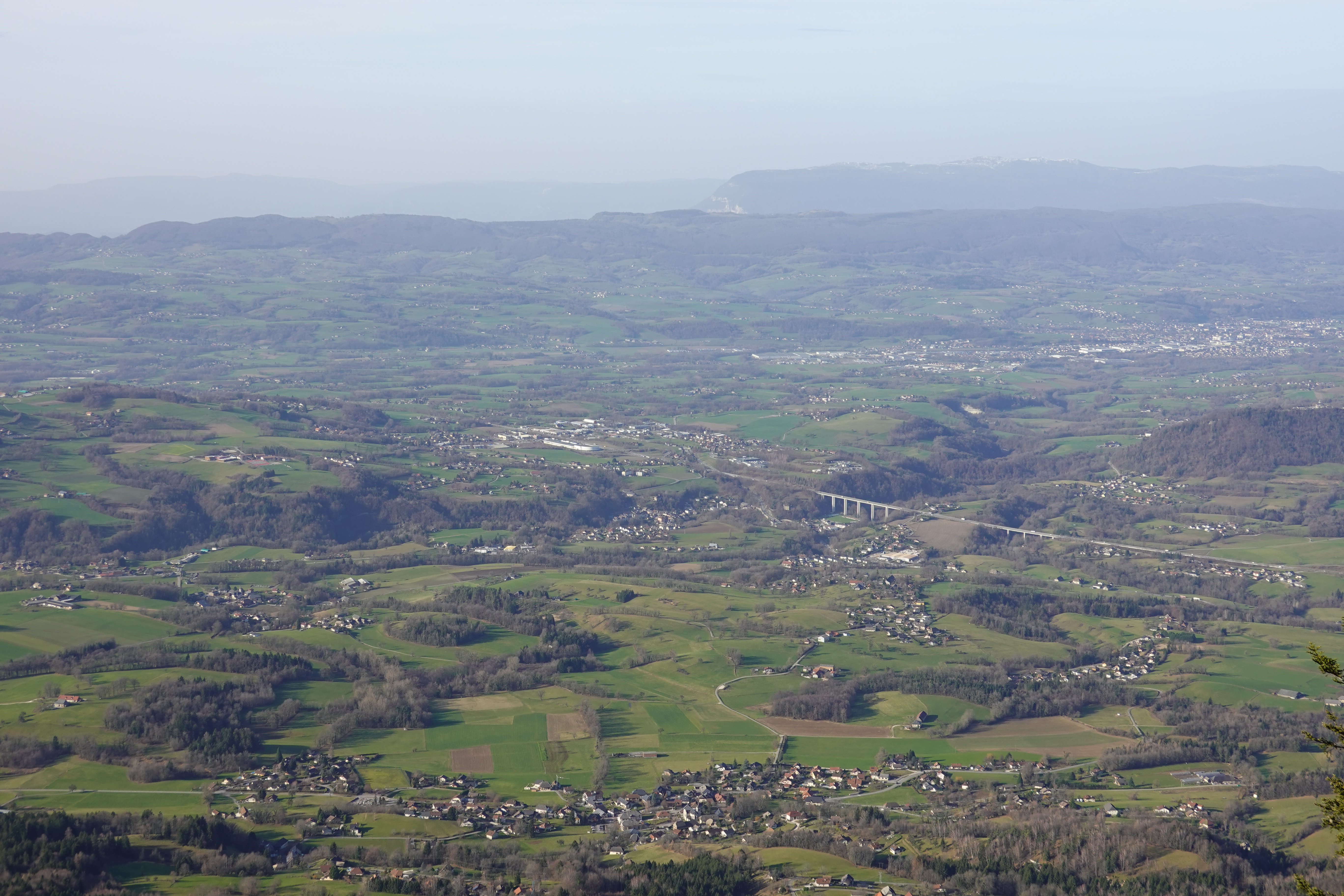
Vue générale d'Alby depuis le Semnoz.
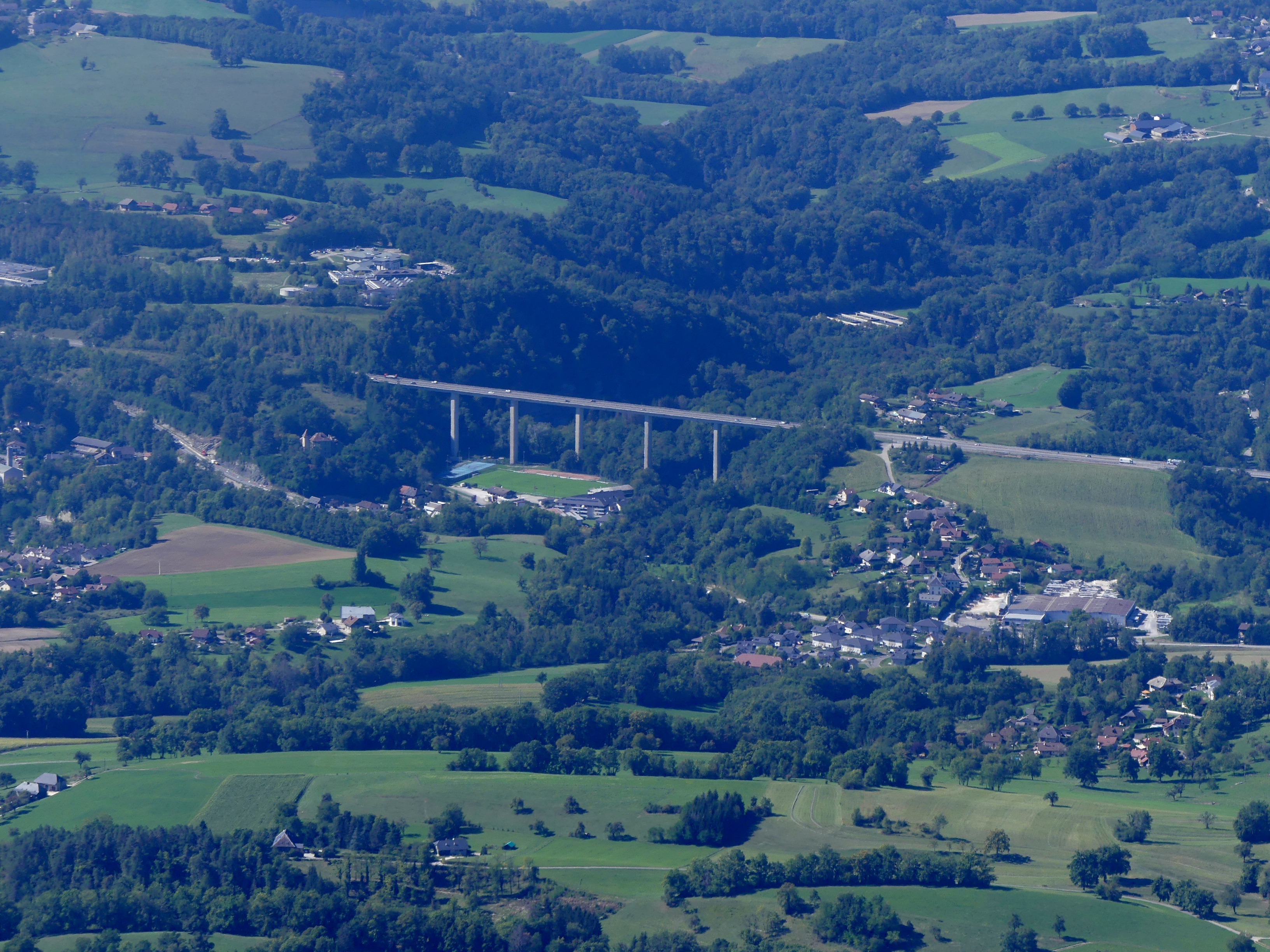
Vue depuis le Semnoz.
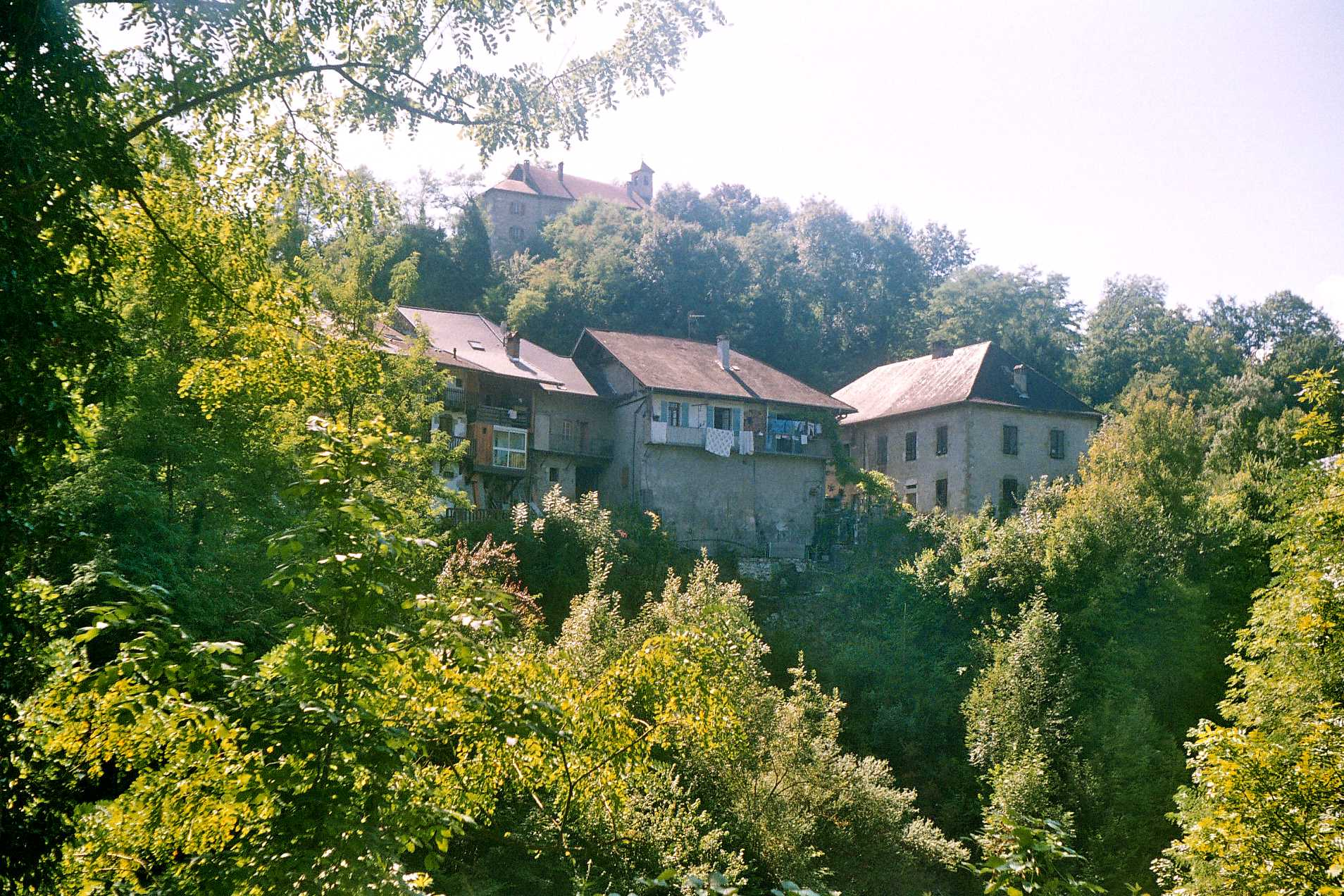
Bourg d'Alby et chapelle Saint-Maurice vus depuis la rive droite du Chéran.
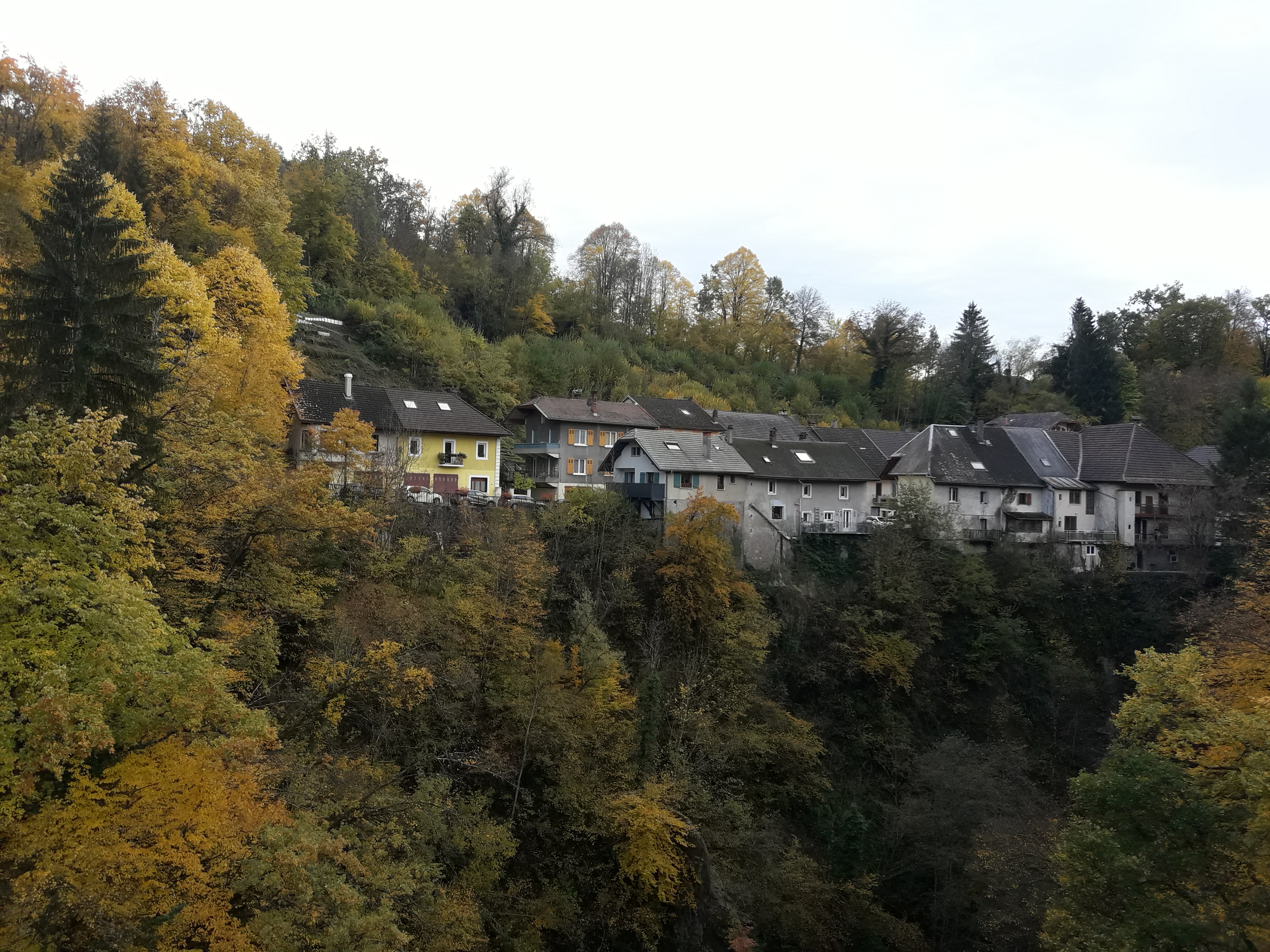
Quartier du Pont-Neuf.
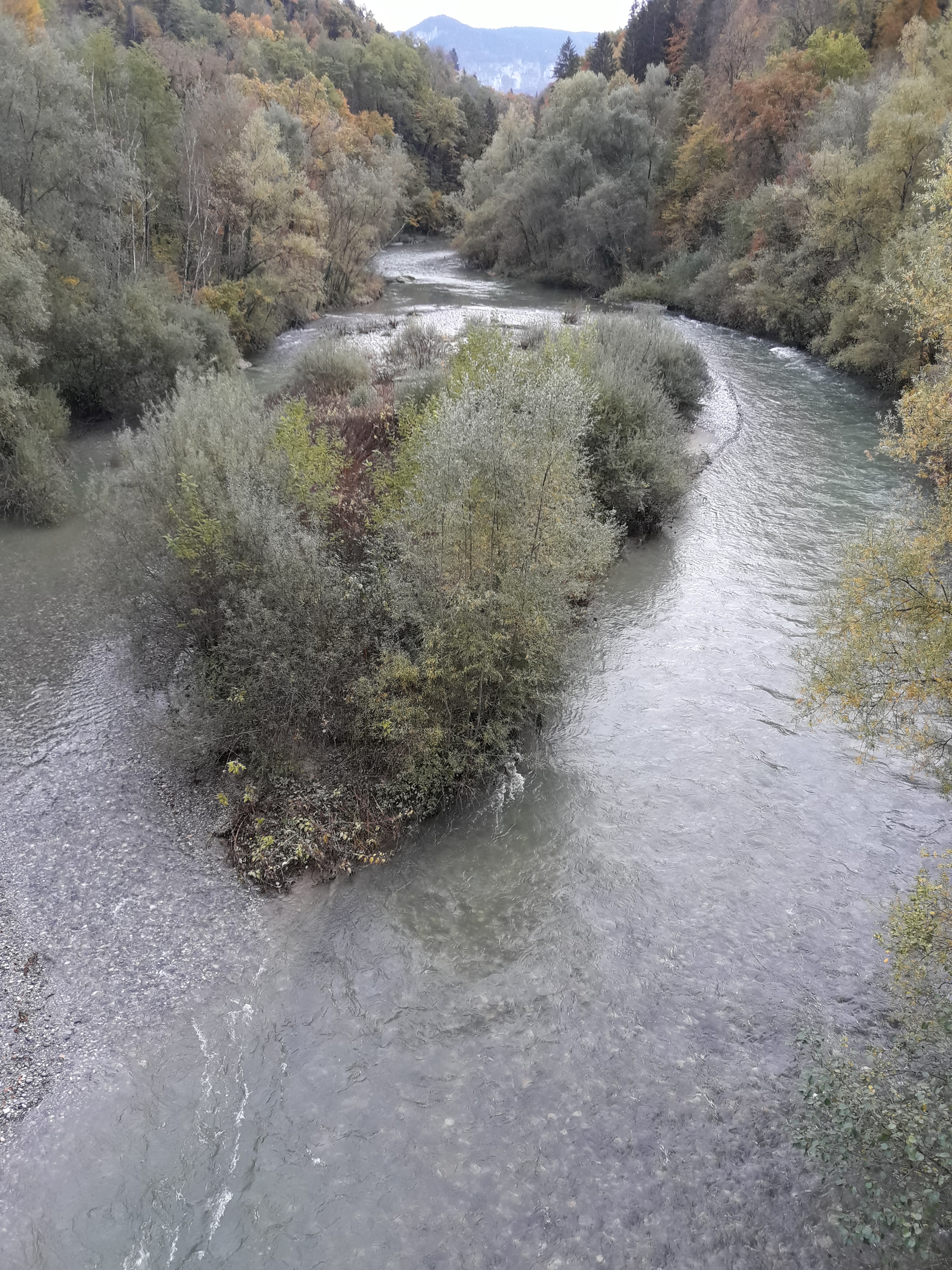
Le Chéran, vue amont, depuis le Pont-Vieux.
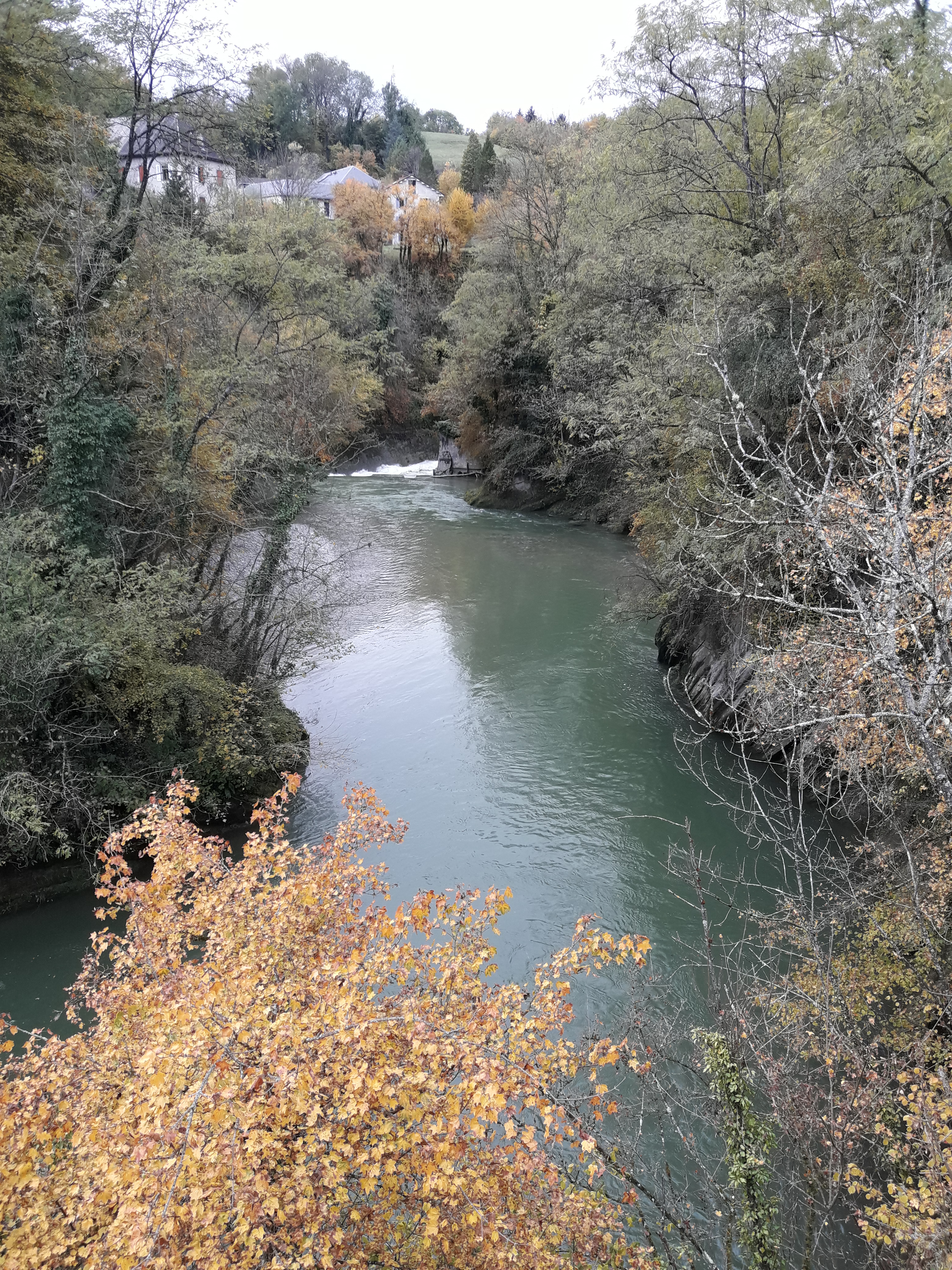
Le Chéran, vue aval, depuis le Pont-Vieux.
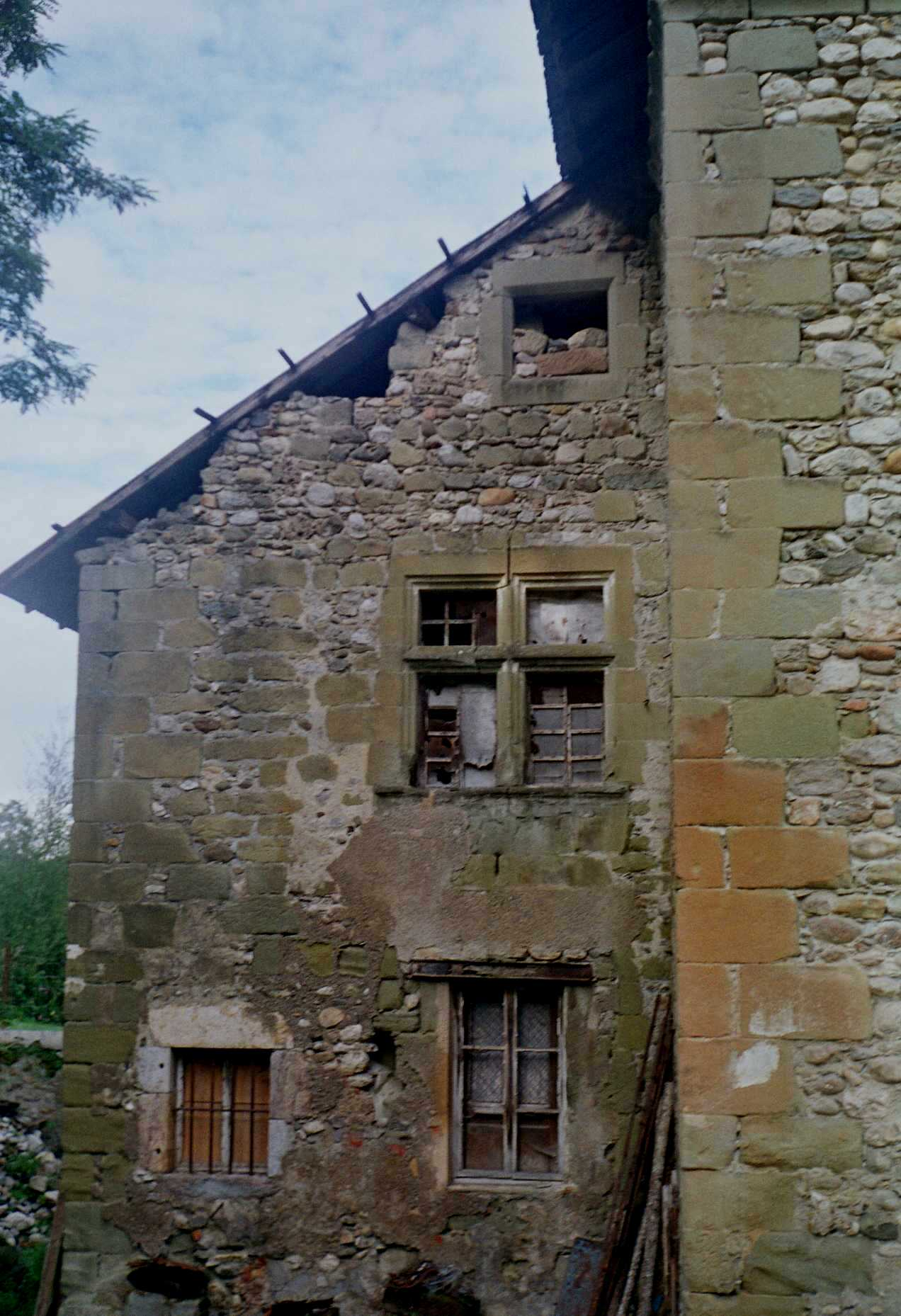
Maison en molasse avec fenêtre à meneaux.
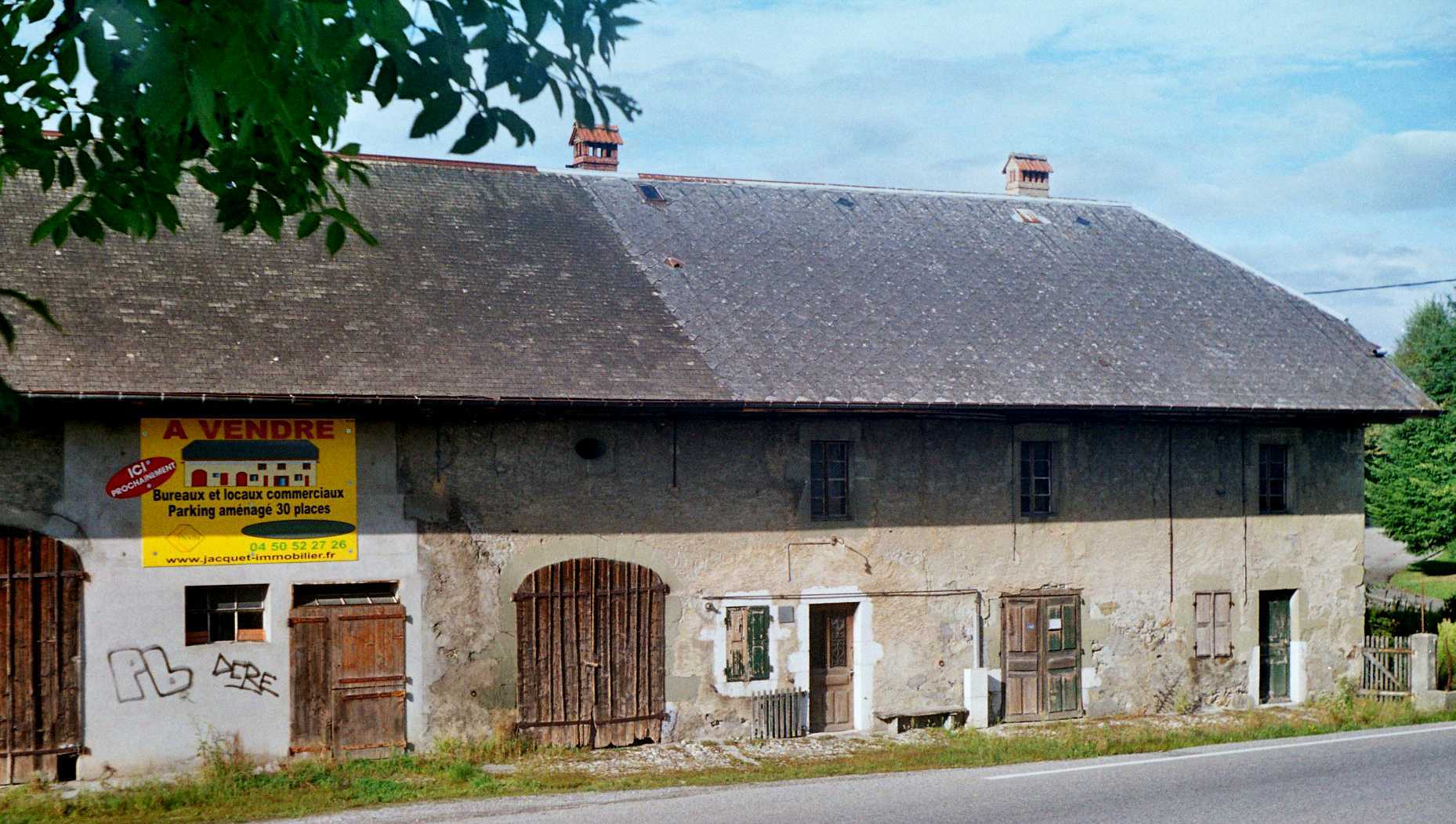
Vieille ferme.